# 향남초등학교
향남초등학교는 대한민국 경기도 화성시 향남읍 백토리에 있는 공립 초등학교이다.

## 학교 연혁
- 1925년 5월 15일 : 설립인가
- 1926년 8월 23일 : 향남공립보통학교 개교
- 1929년 3월 25일 : 4년제 제1회 졸업식(46명)
- 1938년 4월 1일 : 향남공립심상소학교로 개칭
- 1941년 4월 1일 : 향남공립국민학교로 개칭
- 1985년 3월 4일 : 교육부 지정 농촌형급식학교
- 1985년 3월 11일 : 병설유치원 개원
- 1996년 3월 1일 : 향남초등학교로 개칭
- 2011년 12월 12일 : 영어독서교육 우수교 수상
- 2011년 12월 22일 : 학력향상 목표관리제 우수교 수상
- 2013년 3월 1일 : 제25대 성기영 교장 취임

## 참고 자료
- 향남초등학교 - 한국교육학술정보원 학교알리미